# Національні кольори України

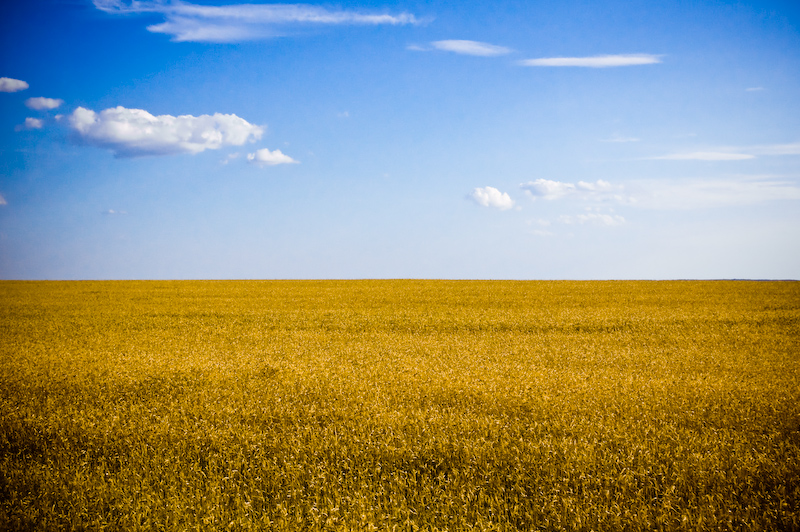
Типовий агроландшафт України, Херсонська область

Національні кольори України зазвичай представлені у вигляді поєднання синього та золотого, причому синій йде першим. Ці кольори відповідають тим, що зображені на прапорі України. Витоки українських національних кольорів сягають дохристиянських часів, коли в традиційних обрядах домінували жовтий і синій, що символізували вогонь і воду. Найяскравіший приклад жовто-блакитних кольорів можна знайти в Грюнвальдській битві, де брали участь формування з різних регіонів польсько-литовського союзу. На картах 19-20 століть територія України часто позначалася жовтим кольором. У геральдиці «золото» (Or) майже завжди представлено жовтим відтінком, оскільки немає чіткого визначення «жовтого» кольору; обидва ці кольори вважаються «золотими». Існує також теорія, що ці кольори потрапили на територію сучасної України завдяки наміснику принцу Владиславу II Опольчику, який запровадив їх у Руському князівстві за прикладом своєї рідної Верхньої Сілезії.

## Кольори
| Схема              | Міцна лазур              | Жовтий                      |
| ------------------ | ------------------------ | --------------------------- |
| Pantone            | Покриття Pantone 2935 °C | Pantone Coated Yellow 012 C |
| RAL                | 5019 Капрі блакитний     | 1023 Жовтий                 |
| Колірна модель RGB | 0, 91, 187               | 255, 213, 0                 |
| CMYK               | 100, 47, 0, 0            | 0, 4, 100, 0                |
| HEX                | #0057b8                  | #ffd700                     |
| Websafe            | #0066cc                  | #ffcc00                     |

Кольори українського прапора часто інтерпретуються як зображення золотих ланів зерна під чистим блакитним небом, що доречно для країни, яку називають «хлібним кошиком».
Український прапор до створення радянської республіки був світло-блакитним поверх жовтого. У помірному використанні синій колір означає блакитне небо або повітря. Його можна використовувати для позначення міцного здоров'я.
|  |
|  |

|  |
|  |

Державний герб України має ті ж кольори, що й український прапор; синій щит із золотим тризубом, який називається тризубом, що означає «тризуб» (до
слівніше «три зуби»). Знаходиться на штандарті Президента України. Тризуби синього кольору Українське геральдичне товариство вважає нерегулярним зображенням.
Окрім ордена Героя України, відзнаками, що містять або складаються з національних кольорів є орден Князя Ярослава Мудрого, орден Свободи, орден Данила Галицького, орден «За заслуги», орден Богдана Хмельницького та Шевченківський національний Приз.

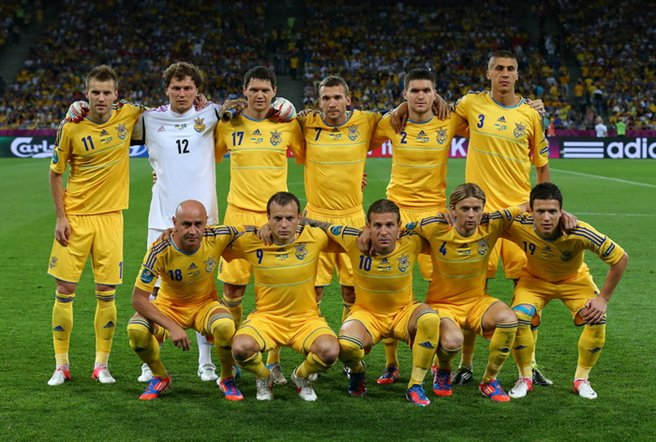
Збірна України з футболу

У багатьох міжнародних командних видах спорту в Україні (наприклад, на Олімпійських іграх) для команди використовуються жовтий і синій кольори, де синій часто є дуже темно-синім. Серед них Національний олімпійський комітет України, чоловіча збірна України з хокею, національна збірна України з баскетболу, збірна України з футболу та збірна України з хокею з м'ячем. Ці кольори перейняла і клубна команда ФК «Металіст» Харків.
Нинішня ліврея авіакомпанії «Міжнародні Авіалінії України» — це «євробіла» схема, що складається з білого фюзеляжу з написами МАУ та українського прапора. Хвіст блакитний з жовтою лінією поперек. Ця ліврея використовується з кінця 1990-х років. Хвіст був білий з двома товстими синіми лініями, які звужувалися від задньої частини хвоста і зустрічалися в точці до передньої нижньої частини.